# Alsény Camara (football, 1996)
 (juin 2020).
Alsény Camara né le 1er juin 1996, est un footballeur international guinéen qui évolue au poste de défenseur à l'Horoya AC.

## Biographie
Il joue en faveur de l'AS Kaloum, puis avec le Horoya AC.
Il atteint avec le club d'Horoya les quarts de finale de la Ligue des champions d'Afrique en 2018, en étant battu par le club égyptien d'Al Ahly. En 2019, il atteint de nouveau les quarts de finale de la Ligue des champions, en étant éliminé par le club marocain du Wydad de Casablanca.
Il fait ses débuts internationaux en faveur de l'équipe de Guinée le 18 janvier 2016, contre la Tunisie. Ce match nul (2-2) rentre dans le cadre de la phase finale du championnat d'Afrique des nations. Camara dispute quatre matchs lors de cette compétition. La Guinée se classe quatrième du tournoi, en étant battue par la Côte d'Ivoire lors de la "petite finale".

## Palmarès
- Champion de Guinée en 2017, 2018 et 2019 avec l'Horoya AC
- Vainqueur de la Coupe de Guinée en 2019 avec l'Horoya AC